# Dan sjećanja na genocid nad Armencima
Dan sjećanja na genocid nad Armencima (arm. Մեծ Եղեռնի զոհերի հիշատակի օր, Mets Yegherrni zoheri hishataki or) je državni praznik u Armeniji i spomendan u armenskome iseljeništvu koji se obilježava 24. travnja. U Armenskoj apostolskoj Crkvi obilježava se kao Dan (svetih) armenskih mučenika. U Erevanu svake godine tisuće ljudi hodaju do spomenika sjećanja na brdu Tsitsernakaberdu.
Kao državni praznik uspostavljen je u Armenskoj SSR 1988. godine.
Prvu komemoraciju održali su Armenci preživjeli iz genocida u crkvi sv. Trojstva u Istanbulu 1919. godine.

## Vanjske poveznice
|  | Zajednički poslužitelj ima još gradiva o temi Dan sjećanja na genocid nad Armencima |

- Službene stranice stogodišnjice genocida nad Armencima (engl.) (Wayback Machine)